# Guy and Margaret Fleming House
La Guy and Margaret Fleming House est une maison américaine située à San Diego, dans le comté de San Diego, en Californie. Construite en 1927 dans le style Pueblo Revival, elle est protégée au sein de la réserve d'État des pins de Torrey. Elle est inscrite au Registre national des lieux historiques depuis le 18 juin 1998.